# 陶承學
陶承學（1518年—1598年），字子述，号泗桥，别號鎖泗山人。浙江紹興府會稽縣人，明朝政治人物。嘉靖丁未进士，累官南京禮部尚書。

## 生平
嘉靖二十二年（1543年）癸卯科浙江鄉試第五十三名。嘉靖二十六年（1547年）丁未科進士。通政司觀政，授中书舍人，二十九年九月迁南京湖广道御史，三十一年巡按應天，因弹劾仇鸾误国，三十五年出京为徽州府知府，历官江西九江兵备副使、湖广湖口道右参政，四十四年二月升福建按察使，復除廣東按察使，隆慶五年二月升山东右布政使，三月升河南左布政使。
神宗即位，隆庆六年（1572年）八月，召为太仆寺卿，不久在十月改任应天府尹。萬曆元年（1573年）十月升南京大理寺卿，三年五月轉北大理寺卿，十一月升工部右侍郎，四年二月改刑部右侍郎，六月升本部左侍郎。陶承學為官時，除俸祿外，分文不取，“生平清謹，始終不移”。万历六年三月官至南京礼部尚书，因与张居正不合，九年二月考察致仕，辞官归里。万历二十六年（1598）六月初三日卒，年八十一，赠太子少保，谥恭惠。

## 著作
著有《字学集要》。

## 家族
曾祖陶愫；祖父陶試，曾任訓導；父陶廷奎，曾任歲貢生。母商氏。具庆下。兄陶大有（刑部主事）、陶惟學、陶大年（南京兵部郎中）。弟陶幼學、勉學、来学、時學、典学、永學、勤學、篤學有子陶养元、陶鶴齡（举人）、陶望龄、陶奭龄（癸卯举人）、陶益齡、陶祖齡。